# 강지연 (아나운서)
강지연(1989년 6월 5일 ~ )은 대한민국의 TBS 교통방송 아나운서이다.

## 학력
- 서울대학교 영어영문학과

## 경력
- 2013년 ~ 2014년 KNN 아나운서 공채 입사
- 2017년 6월 16일 ~ 2018년 10월 26일: KBS춘천방송총국 아나운서 공채 입사
- 2018년 10월 29일 ~ 2019년 1월 25일: ubc 울산방송 아나운서 공채 입사
- 2019년 1월 28일 ~ : TBS 교통방송 공채 입사